# 丹尼·伯德-史密斯
丹尼·亞歷克斯·伯德-史密斯（英語：Dane Alex Bird-Smith；1992年7月15日—）是一名澳大利亚竞走运动员，在2016年里约奥运会20公里竞走比赛上，他以1小时19分37秒的成绩创造个人最佳成绩并赢得铜牌。他参加过2013年世界田径锦标赛和三次竞走世界杯。